# Cryphia maderensis
Cryphia maderensis är en fjärilsart som beskrevs av George Thomas Bethune-Baker 1891. Cryphia maderensis ingår i släktet Cryphia och familjen nattflyn. Inga underarter finns listade i Catalogue of Life.